# José Manuel Martín Medem
José Manuel Martín Medem (Madrid, 1952) es un periodista y escritor español. Ha trabajado en Radio Televisión Española (RTVE) durante más de treinta años como corresponsal en México, Colombia y Cuba. Desde 2020 ocupa el cargo de director de Mundo Obrero.

## Biografía
Nació en Madrid en 1952, donde inició su carrera en Radio Televisión Española (RTVE) en 1974, mientras terminaba de licenciarse en Periodismo. Comenzó su carrera en Radio Nacional de España (RNE), en las emisiones para el exterior.
En noviembre de 1986 fue elegido director de la redacción de Radio 3, cargo que ocupó hasta el 5 de octubre de 1987, cuando la redacción quedó subsumida por la de Radio 1, que pasó a estar dirigida por José Cavero. En 1989 es nombrado corresponsal de Radio Nacional de España en México, donde permanece hasta 1992.
Durante la V Legislatura (1993-1996) representó a Izquierda Unida en el Consejo de Administración de RTVE desde 1994 hasta 1996. Tras su cese en dicho puesto, cuando se renovó el Consejo, fue nombrado corresponsal de TVE en México. Su designación como corresponsal llegó a ser reconsiderada después de que la Embajada de México en Madrid enviase un informe sobre el periodista a la República de su país, en el que se informaba de su actuación como representante de Izquierda Unida y de la Plataforma de Solidaridad con Chiapas. En diciembre de 1995, en una manifestación de la Plataforma ante la Embajada de México, entregó un comunicado al embajador, Rodolfo Echevarría, junto a la diputada de Izquierda Unida Ángeles Martín en el que se cuestionaba la validez democrática de la elección de Ernesto Zedillo como presidente de México. El comunicado exigía también la retirada del 
Ejército federal del Estado de Chiapas.
Después de pasar por las corresponsalías de México y Colombia entre 1996 y 1999, en enero de este último año fue nombrado coordinador de los telediarios internacionales de TVE. Un año después, el 1 de agosto de 2000, las redacciones del canal 24 Horas y los telediarios internacionales se refundieron a propuesta del director de los Servicios Informativos de Televisión Española, Alfredo Urdaci. Como consecuencia de ello, José Manuel Martín Medem, hasta entonces coordinador de los telediarios internacionales, fue propuesto para ocupar el cargo de jefe de redacción del Canal 24 Horas.
Entre enero de 2001 y marzo de 2005 lo enviaron como corresponsal de Radio Televisión Española (RTVE) a La Habana, coincidiendo con el último período de gobierno efectivo de Fidel Castro. Durante su estancia en la capital cubana fue testigo de la intensificación del bloqueo por parte de la administración Bush, la desdolarización de la economía y las alianzas del país caribeño con Hugo Chávez y China. Su experiencia en La Habana le ha servido para escribir varios títulos sobre Cuba, como El secreto mejor guardado de Fidel. Los fusilamientos del narcotráfico (Los Libros de la Catarata, Madrid, 2014).
En julio de 2007 fue uno de los afectados por el plan de prejubilación del ente público. Después de la cancelación del programa que realizaba en TVE Internacional, Casa de América, se acogió al ERE, finalizando así su carrera en Radio Televisión Española.
Es colaborador en la revista Pueblos, así como en los periódicos El Mundo y Diagonal y en el digital Público. Además, forma parte del Sindicato de Periodistas de Madrid, siendo miembro de la Junta directiva desde el 2014. Además, ha sido asesor del partido político de Unidas Podemos en materia de comunicación y periodismo.
El 22 de marzo de 2020 fue nombrado director de Mundo Obrero por la Comisión Política del Partido Comunista de España (PCE), sustituyendo en el cargo a José Manuel Mariscal.
En febrero de 2021 fue elegido miembro del Consejo de Administración de la Corporación RTVE.

## Publicaciones
- La guerra contra los niños ISBN 978-84-922573-5-5
- ¿Por qué no me enseñaste cómo se vive sin ti? ISBN 978-84-96356-34-4
- La agonía de TVE, o como se destruye la televisión pública ISBN 978-84-96831-12-4
- Cuba. La hora de los mameyes ISBN 978-84-8319-363-1
- Colombia feroz: del terrorismo de Estado a la negociación con las FARC ISBN 978-84-9097-239-7
- El secreto mejor guardado de Fidel: los fusilamientos del narcotráfico[13] ISBN 978-84-8319-949-7

## Premios y reconocimientos
En 1982 le fue concedido el Premio Nacional de Periodismo Derechos Humanos por su labor de divulgación y compromiso con los mismos en programas como Tertulias del Sur (Radio 3), Con América (Radio Exterior) y Hoy en España y España a las ocho (Radio 1).